# Erdélyi Prímások Találkozója
Az Erdélyi Prímások Találkozója 1997-ben a Hargita Nemzeti Székely Népi Együttes által Csíkszeredában szervezett és útjára indított rendezvény. A hagyományos népi muzsikát szolgáltató zenekarok megszűnésének veszélye miatt jött létre, azzal a céllal, hogy megmentse ezt a népzenei anyagot.
A rendezvénynek hármas célja, küldetése van: Erdély élő népzenéjének ápolása, gyűjtése, továbbadása, megismertetése a mai néző, illetve hallgatóközönséggel. A szervezők igyekeznek minden évben minél több tájegység muzsikáját és a meghívott prímások és zenekarok által játszott hangszeres népmuzsikát  bemutatni. Erdély minden pontjáról, tájegységéről érkeztek adatközlők: így Mezőség, Kalotaszeg, Szilágyság,  Küküllőmente, Gyimes és más régiók képviselői is.
A meghívott zenekarok minden évben gálaműsor keretében lépnek színpadra. A rendezvény minden alkalommal táncházzal folytatódik, ahol a gálaműsoron fellépő zenekarok húzzák a talpalávalót. A rendezvény helyszíne a csíkszeredai Városi Művelődési Ház.
2019-ben 22. alkalommal rendezték meg az Erdélyi Prímások Találkozóját.

## Megjelent hanghordozók
- Erdélyi Prímások Találkozója 1
- Erdélyi Prímások Találkozója 2
- Kodoba Márton emlékére CD
- Pásztorkirályok CD